# Standerdmolen van Millegem
De Standerdmolen van Millegem is een standerdmolen die afkomstig is van Millegem en die zich tegenwoordig bevindt in het Openluchtmuseum Bokrijk.
De molen fungeerde vanouds als korenmolen.

## Geschiedenis
De standerdmolen werd vermoedelijk gebouwd in 1788. De molen werd in 1954 aangekocht door het Provinciebestuur van Limburg en werd in 1955 overgebracht naar het openluchtmuseum. De molen heeft nog de volledige originele uitrusting en is maalvaardig, maar hij draait zelden en dan vooral in de winter.
- Inventaris van het Bouwkundig Erfgoed (Vlaanderen): 308029